# Penna Sant’Andrea
Penna Sant’Andrea község (comune) Olaszország Abruzzo régiójában, Teramo megyében.

## Fekvése
A megye központi részén fekszik. Határai: Basciano, Castel Castagna, Cermignano és Teramo.

## Története
Első említése a 8-9. századból származik. Önálló községgé a 19. század elején vált, amikor a Nápolyi Királyságban felszámolták a feudalizmust.

## Népessége
A népesség számának alakulása:

## Főbb látnivalói
- Santa Maria del Soccorso-templom
- Santa Giusta-templom